# Столик в углу
«Столик в углу» (англ. The Booth At The End) — драматический сериал, снятый в 2010 году. На данный момент снято два сезона, каждый из которых состоит из пяти коротких серий. Автор сериала Кристофер Кубасик (англ. Christopher Kubasik), режиссёр — Джессика Ландо (англ. Jessica Landaw), с Ксандер Беркли (англ. Xander Berkeley) в главной роли. Сериал задает вопрос: «Как далеко ты готов зайти, чтобы получить то, что ты хочешь?» (англ. How far would you go to get what you want?). Пилотная серия сериала впервые была показана по канадскому телеканалу Citytv 27 августа 2010 года.
В 2017 году итальянский режиссёр Паоло Дженовезе снял фильм «Место встречи» – полнометражную адаптацию сериала.

## Сюжет
В городе появился загадочный человек, исполняющий желания. Встретить его можно в закусочной, где он сидит за угловым столиком. Оказавшись в трудной ситуации, люди обращаются к незнакомцу, который готов выполнить любую их просьбу, но при определенном условии. Чтобы получить желаемое, нужно сделать моральный выбор между принципами и собственным благополучием. Человек никого ни к чему не принуждает, но каждый должен определиться, как далеко он готов зайти.

## Первый сезон
Таинственный Мужчина
Мужчина за столиком (Ксандер Беркли) дает задания своим гостям. Время от времени герои возвращаются к нему, чтобы поделиться процессом и своими чувствами. Он напоминает, что в любой момент можно отказаться от задания.
Джеймс
Джеймс (Мэтт Нолан) с женой переживают нелегкий период – их сын болен лейкемией. Чтобы спасти его, Джеймс обращается к незнакомцу и получает задание убить маленькую девочку. Выполняя задание, он случайно убивает другого человека, пытавшегося защитить ребенка. Джеймс не решается лишить жизни еще и девочку, то есть не выполняет задание. Однако его сын все-таки выздоравливает. Удивленный мужчина требует объяснений и получает от незнакомца ответ: «Я не говорил, что отказ от задания может привести к смерти твоего сына».
Дженни
Дженни (Кейт Мэберли) желает получить красивую внешность и получает задание ограбить банк. В ходе подготовки к делу она встречает Ричарда, профессионала в сфере ограблений. Дженни настаивает на том, чтобы Ричард тоже заключил сделку с незнакомцем. Теперь Ричард должен помочь Дженни в обмен на то, чтобы отец-полицейский перестал его беспокоить.
Попытка выполнить задание заканчивается перестрелкой и ранением Дженни. Ричард заключает новую сделку, чтобы девушка отказалась от своего желания и полюбила себя такой, какая есть. Взамен парень должен поговорить с отцом и сказать, что любит его.
Уиллем
Уиллема (Мэтт Борен) чувствует себя неполноценным, хочет стать героем и познакомиться с моделью. Его задание – защита маленькой Элизабет. Ради этого мужчина устраивается дворником в школу и садовником в дом по соседству с девочкой. Осознавая уязвимость ребенка, он решает похитить ее и беречь, пока опасность не минует. Вскоре он догадывается, кто именно охотится за девочкой и решает убить его, однако в ходе борьбы погибает сам.
Миссис Тайлер
У мужа миссис Тайлер – болезнь Альцгеймера. Желая вылечить его, женщина получает задание собрать бомбу и взорвать ее в общественном месте. По инструкции из интернета она собирает устройство, но не решается привести его в действие, но незнакомцу заявляет, что выполнила все, что он просил. После неудачной попытки обмана миссис Тайлер решается на взрыв. Перед терактом она узнает, что диагноз мужа был ошибочным и на самом деле у него нормотензивная гидроцефалия,  от которой можно было избавиться с помощью операции.
Мелоди
Мелоди (Дженнифер дель Розарио) – очаровательная и позитивная семнадцатилетняя девушка. Ее отец испытывает финансовые трудности из-за проблем на работе. Девушка мечтает, чтобы отец был счастлив, поэтому заключает сделку. Ей необходимо отыскать человека, который давно не покидал дом и побудить его выйти на улицу.
Устроившись добровольцем, она находит подопечного, присматривает за ним. Через какое-то время Мелоди понимает, что этот человек – серийный убийца. Полиция игнорирует ее заявление, тогда она берет все в свои руки и пытается сама вытащить его на улицу, предварительно усыпив. Однако он приходит в сознание и нападает на девушку. От ран она умирает, но ее задание выполнено и проблема отца решена.

## Второй сезон
Таинственный Мужчина всё так же продолжает давать задания, героям, которые обратились к нему за помощью. Разница лишь в том, что теперь он находится в другом кафе.

## Маркетинг
Сериал транслировался в Соединённых Штатах через Hulu, а в Великобритании и Ирландии первые серии были транслированы через Netflix. Каждый сезон состоит из 5 эпизодов по 23 минуты. Сериал был также показан на телеканале FX в Великобритании в начале января 2012 года и на VOD интернет-канале Walla!. Он также транслировался на канале FX 12 ноября 2012 года в Великобритании.